# Rhamnus betulifolia
Rhamnus betulifolia är en brakvedsväxtart som beskrevs av Edward Lee Greene. Rhamnus betulifolia ingår i släktet getaplar, och familjen brakvedsväxter. Utöver nominatformen finns också underarten R. b. obovata.

## Bildgalleri

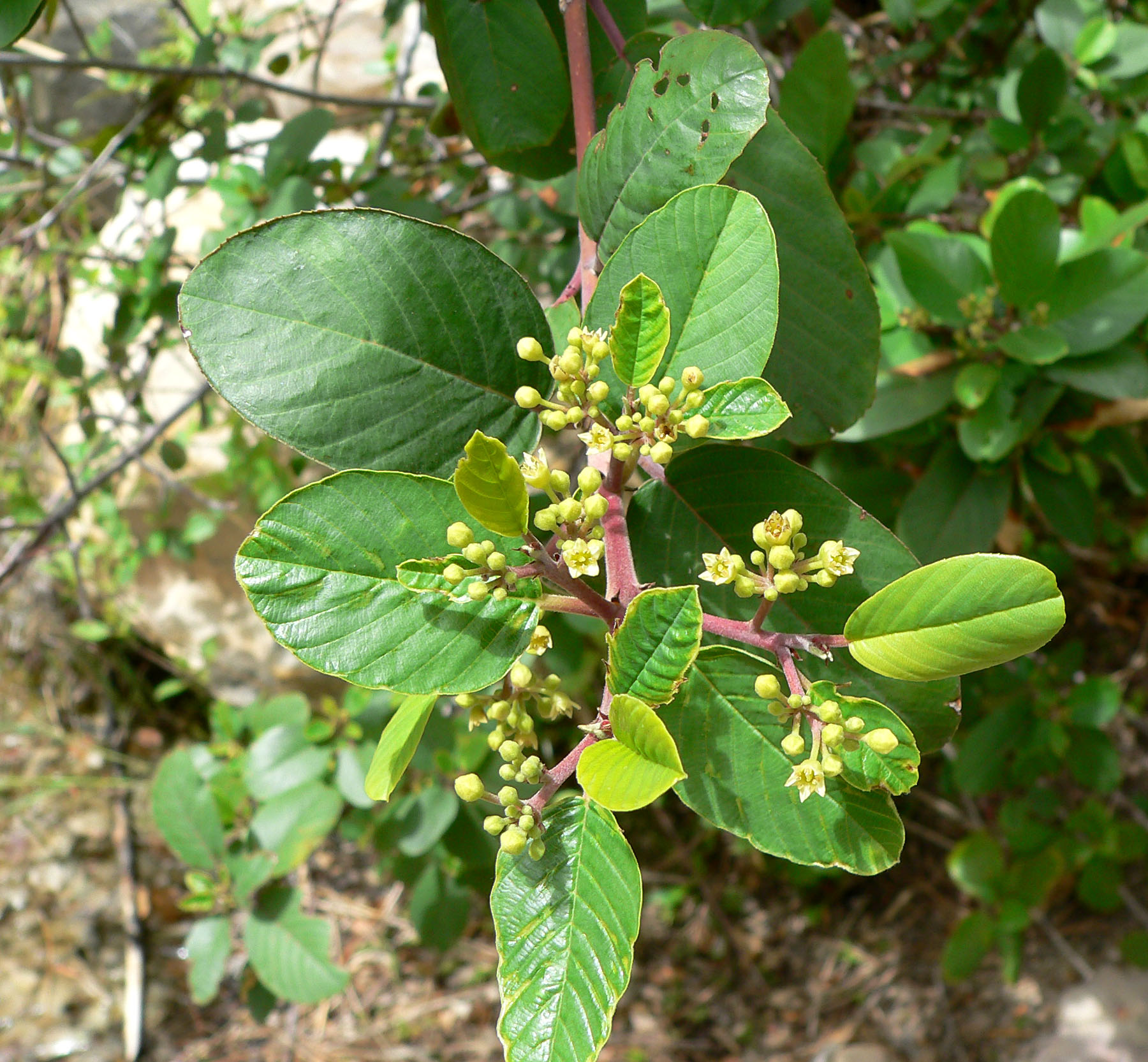
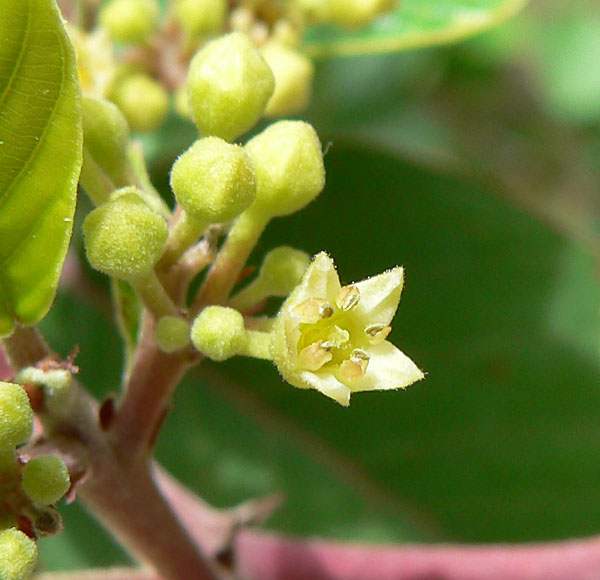
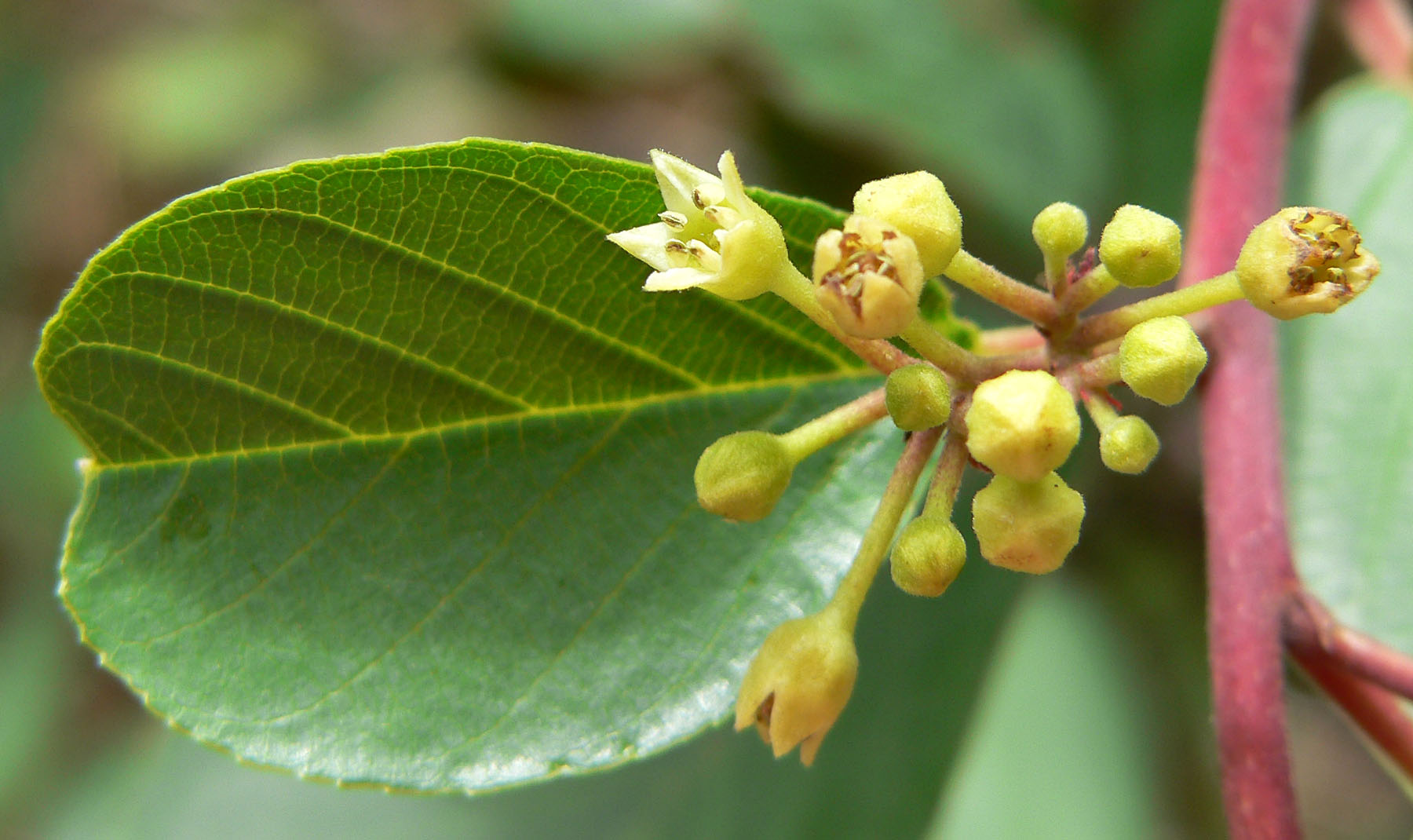
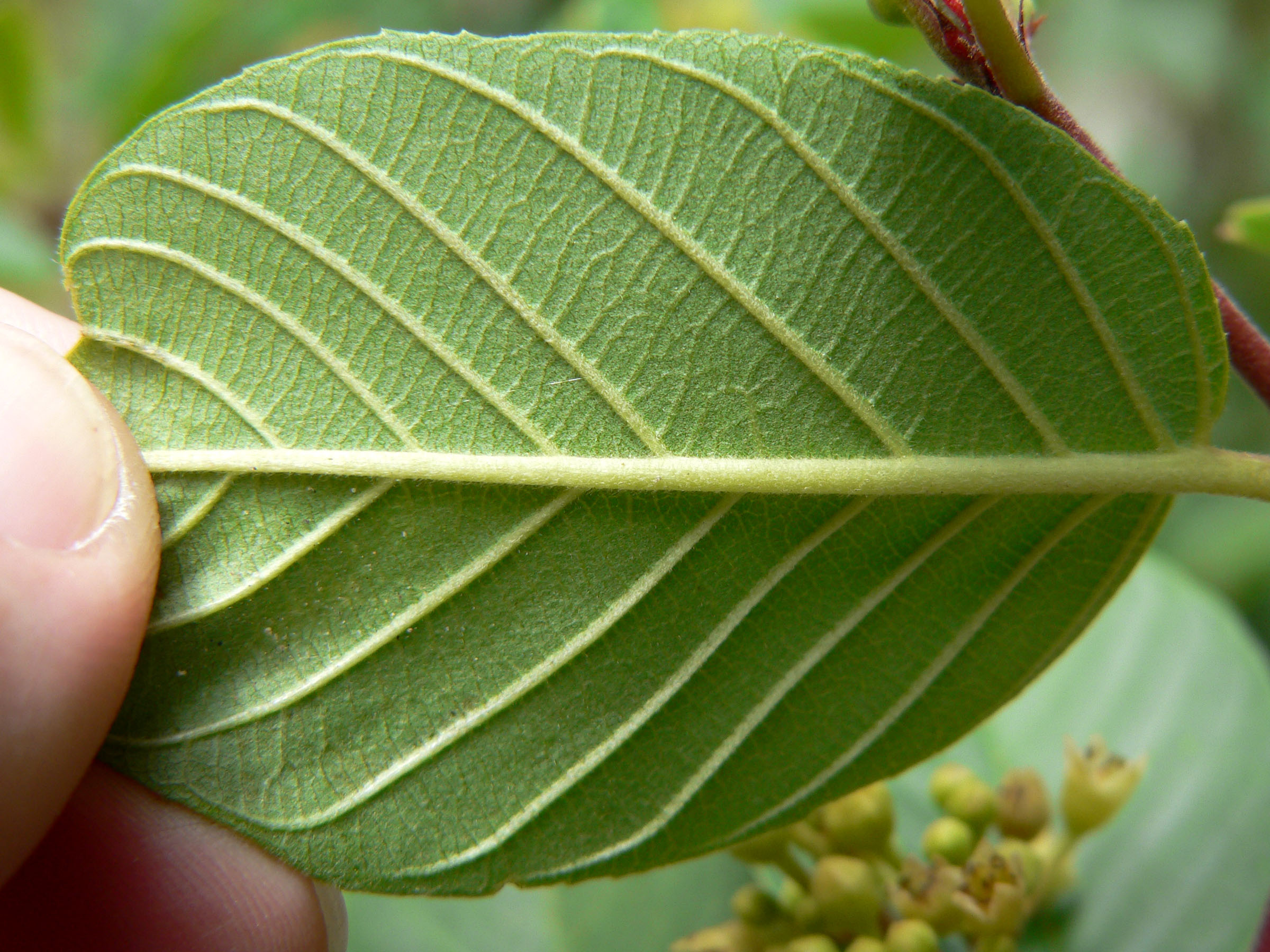
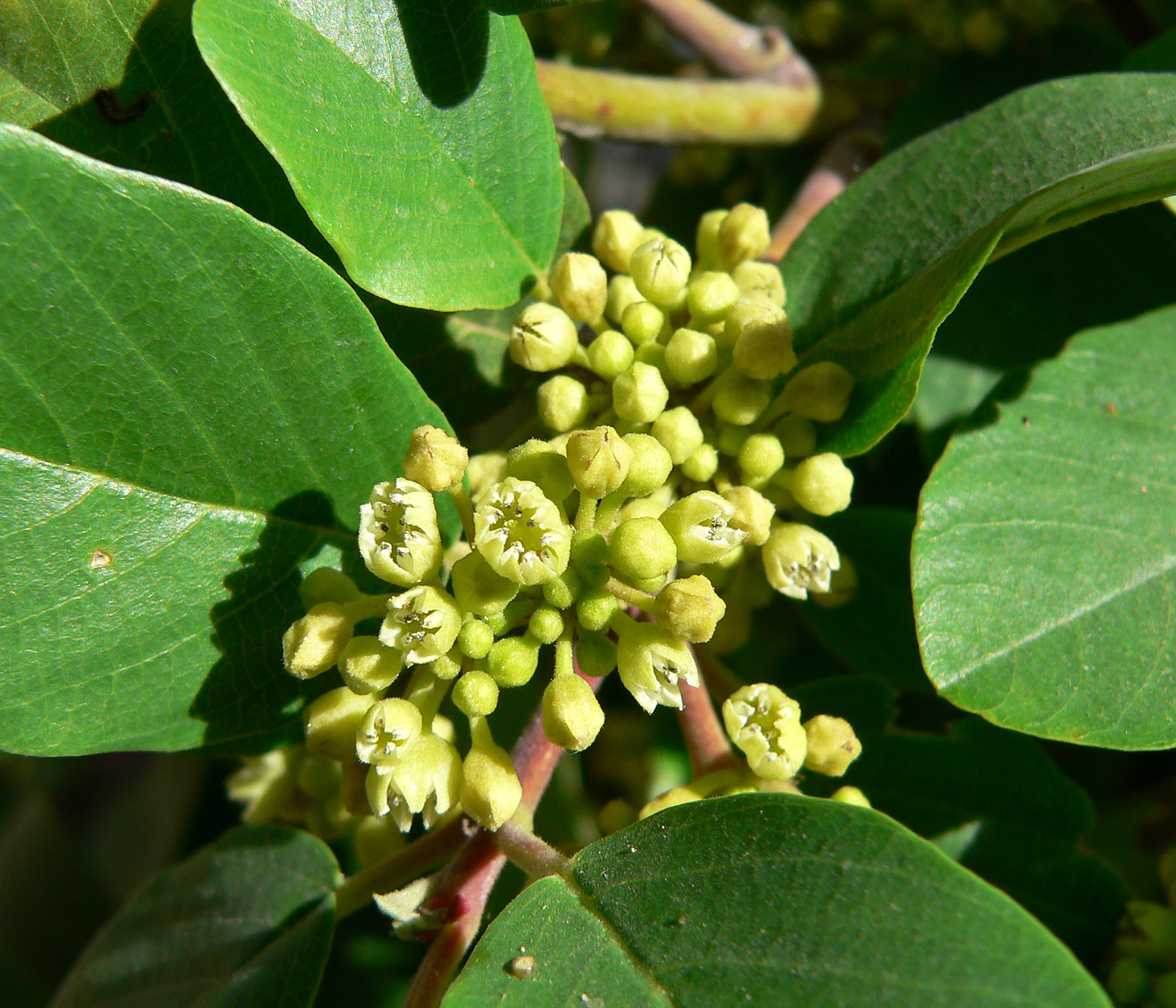
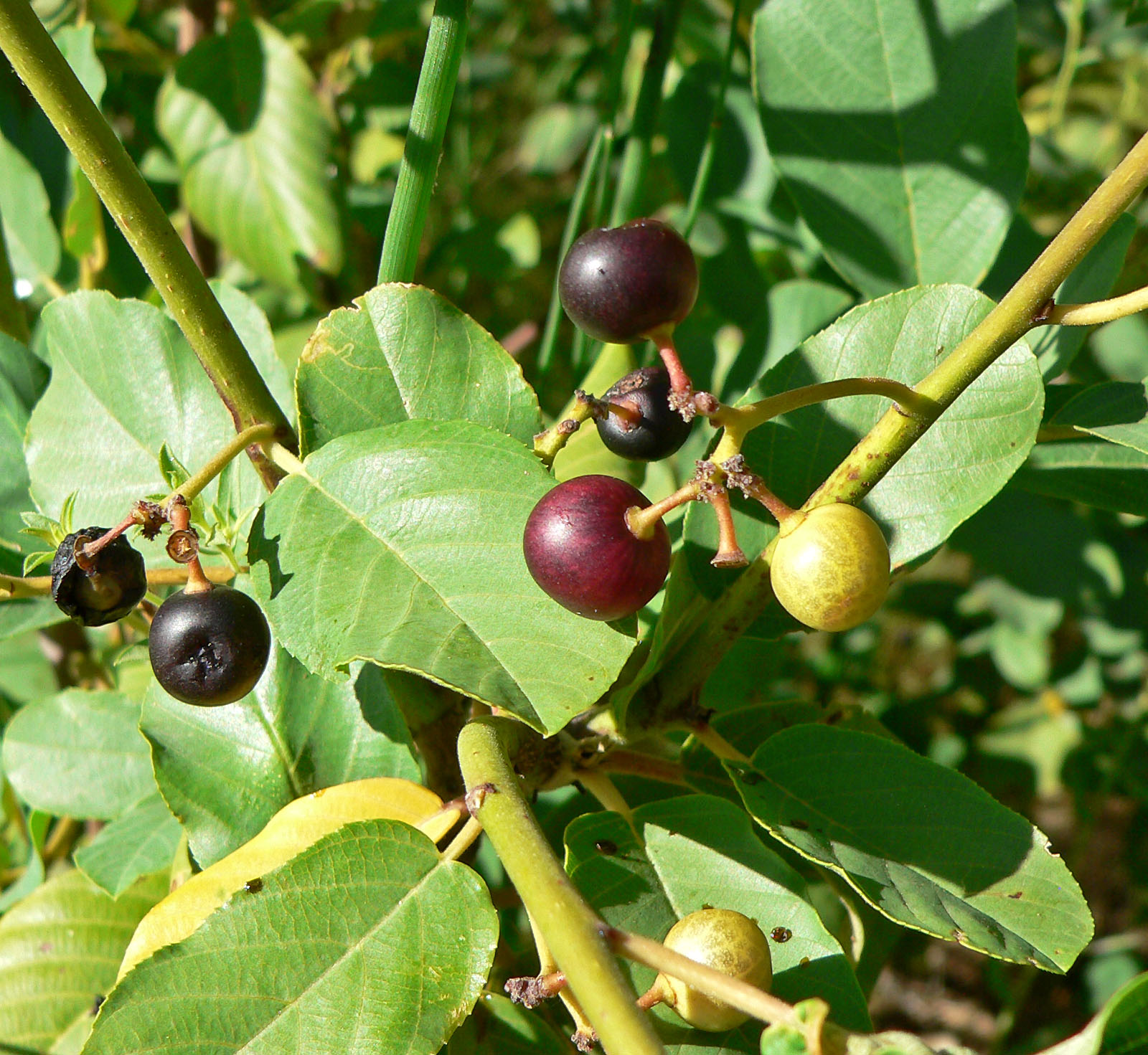